# In Honorem Dei
In Honorem Dei is een burger-mannenkoor te Schiedam opgericht op 16 februari 1880. Het koor is verbonden met de Basiliek van de H. Liduina en Onze-Lieve-Vrouw van de Rozenkrans. Het koor is opgebouwd uit bassen, baritons, eerste en tweede tenoren. Naast de gregoriaanse zang zingt het koor meerstemmige Latijnse missen en motetten.
Het koor bestaat sinds 1880 alleen uit mannen. Deze mannen komen van verschillende achtergronden, zowel parochianen als niet-parochianen. De dirigent is Bas van Houte.

## Immaterieel erfgoed
In Honorem Dei is opgenomen in het netwerk van Immaterieel Erfgoed Nederland. Het koor staat op de wachtlijst voor de Inventaris Immaterieel Cultureel Erfgoed Nederland. Tot cultureel erfgoed wordt gerekend het wekelijks zingen van vaste en wisselende Gregoriaanse gezangen. Deze gezangen staan in kwadraatschrift genoteerd. De muziekbalk telt minder lijnen en toonhoogtes staan niet genoteerd in noten maar in neumen. De zang is unisono.
Het koor zingt iedere zondag tijdens de traditionele Rooms Katholieke Missen deze gezangen.

## 125-jarig bestaan
Naar aanleiding van het 125-jarig bestaan van het koor is er in 2005 een cd opgenomen. Op deze cd zijn enkele gregoriaanse gezangen vastgelegd, zowel enkele propriumgezangen (wisselende gezangen) als ordinariumgezangen (vaste gezangen).